# Manuela Kalsky
Manuela Kalsky (Salzgitter-Bad, 1961) is een Duitse theologe. Ze was directeur van het Dominicaans Studiecentrum voor Theologie en Samenleving (DSTS) en van project W!J. Vanaf 2012 tot 2021 bekleedde ze de Edward Schillebeeckx leerstoel voor Theologie en Samenleving aan de Vrije Universiteit. Manuela Kalsky was hoofdredacteur van de website Reliflex.nl ter bevordering van religieuze flexibiliteit. In 2008 zette werd het initiatief NieuwWij opgericht als platform voor diversiteit en interreligieuze dialoog. In haar werk staat het overbruggen van wij/zij tegenstellingen in de samenleving centraal.
Manuela Kalsky studeerde theologie in Marburg (Duitsland) en Amsterdam. In 2000 promoveerde ze aan de Universiteit van Amsterdam op een onderzoek naar de christologie vanuit feministisch-oecumenisch perspectief. Zij redigeerde enkele bundels die uit het DSTS-onderzoek zijn voortgekomen en heeft een groot aantal publicaties in boeken en tijdschriften op haar naam staan. Via het 'theologisch elftal' van dagblad Trouw mengde zij zich regelmatig in het maatschappelijk debat over religie, identiteit en interculturele vraagstukken.